# Знесені пам'ятники Луцька
Знесені пам'ятники Луцька:
| Назва                                                            | Рік встановлення | Розташування                                                    | Фото | Короткі відомості |  |
| Пам'ятник Олександру ІІІ                                         | 1895             | Двір монастиря Тринітаріїв                                      |      | Споруджено за кошти працівників окружного суду. |  |
| Погруддя Ю.Словацького, Т.Чатського, Ю.Крашевського, Г.Сенкевича | 1924             | На мості Казимира Великого (Братський міст)                     |      | |  |
| Пам'ятник загиблим в 1919 році польським солдатам                | 1926             | Перед входом до комплексу монастиря та костелу бернардинів      |      | |  |
| Пам'ятник Пілсудському (бронзове погруддя)                       | Після 1935       | Міський парк                                                    |      | Демонтовано в 1939 році й замінено пам'ятником Сталіну. На початку 1980-х років під час одного із суботників працівники обласної прокуратури, викопали на своєму подвір’ї бронзове погруддя Пілсудського. Було прийнято рішення про неприпустимість збереження пам'ятника у музеї. Подальша доля невідома. |  |
| Пам'ятник загиблим польським солдатам 24 Полку Піхоти            | До 1939          |                                                                 |      | |  |
| Пам'ятник Леніну та Сталіну                                      | 1941             |                                                                 |      | Був зруйнований німцями в 1941 році. |  |
| Пам'ятник Леніну та Сталіну (другий)                             | 1949             | На місці ЦУМу                                                   |      | Встановлено на честь 70-річчя Сталіна. Демонтовано в кінці 1950-х. |  |
| Пам'ятник Сталіну                                                | Після 1939       | На Театральному майдані                                         |      | Було встановлено на місці погруддя Пілсудського. Демонтовано в 1954 році. |  |
| Пам'ятник Сталіну                                                |                  | У сквері перед будинком по вулиці Лесі Українки, 20             |      | Демонтовано після смерті Сталіна |  |
| Погруддя Сталіна, Горького М., Калініна М.І., Маяковського В.В.  |                  | Ймовірно в міському парку імені Ворошилова біля Палацу піонерів |      | 26 червня 2009 року під час прокладання кабельних мереж в колодязі на 5-метровій глибині на проспекті Волі, 15 було знайдено погруддя цілої низки комуністичних лідерів. Начальник відділу благоустрою міста Департаменту ЖКГ Луцькради Ольга Люфт повідомила, що найімовірніше ці бюсти прикрашали міський парк імені Ворошилова, а в колодязь погруддя були сховані в перші дні війни — у червні 1941-го.      |  |
| Погруддя Сталіна, Молотова В.М.                                  |                  |                                                                 |      | Поряд зі сквером на вулиці Лесі Українки під час будівельних робіт у котловані вирили два погруддя. Одне — понівечене погруддя міністра СРСР В’ячеслава Молотова, а інше — ціле, Йосипа Сталіна. Погруддя Сталіна забрав до свого музею «Подалі від ближнього» письменник Василь Простопчук. |  |
| Пам'ятник Леніну                                                 |                  | На проспекті Волі навпроти центрального корпусу ВНУ             |      | Скульптор О. Олійник. Архітектор І. Ланько. Демонтовано в 1991 році й навпроти встановлено пам'ятник Кобзареві |  |
| Пам'ятник Леніну                                                 |                  | На Театральному майдані                                         |      | Встановлено на місце демонтованого пам'ятника Сталіну. |  |
| Пам'ятник Леніну                                                 |                  | На проспекті Перемоги, 15                                       |      | Пам'ятник стояв на території Виставки досягнень народного господарства Волині. Сьогодні на місці виставки розташовується редакція всеукраїнської газети Вісник+К. |  |
| Пам'ятник радянським воякам                                      |                  | На вулиці Винниченка перед Будинком офіцерів                    |      | |  |
| Пам'ятник Богдану Хмельницькому                                  |                  | На розвилці вулиці Рівненської та вулиці Дубнівської            |      | Демонтовано в 1950-х роках й замінено пам'ятником Чкалову В.П. |  |
| Пам'ятник Чкалову В.П.                                           | В 1950-х роках   | На розвилці вулиці Рівненської та вулиці Дубнівської            |      | Встановлено на місце демонтованого пам'ятника Богдану Хмельницькому. Сьогодні знаходиться в музеї «Подалі від ближнього». |  |
| Робітник і колгоспниця                                           | 1960-ті          | На розвилці вулиці Рівненської та вулиці Дубнівської            |      | Встановлено на місці пам'ятника Чкалову перед кінотеатром «Комсомолець». |  |
| Пам'ятник Радянська зірка                                        |                  | На перетині проспекту Перемоги та вулиці Шопена                 |      | Демонтовано на початку XXI ст. |  |
| Пам'ятник льотчикам ВВВ                                          |                  | При в'їзді в Луцьк з рівненського напрямку                      |      | Демонтовано на початку XXI ст. |  |
| Пам'ятник Паші Савельєвій                                        |                  | На вулиці Кафедральній                                          |      | Встановлений у березні 1972 року. Скульптори Валентин Борисенко, Валентин Подольський, Йосип Садовський, архітектор В. Семененко. В травні 2006 року 150-кілограмове бронзове погруддя було скинуто з постаменту. Згодом його знайшли у кущах біля замку. Погруддя реставрували й у липні знову встановили. 18 серпня 2006 року вночі невідомі демонтували й вивезли вантажівкою погруддя в невідомому напрямку. |  |
| Пам'ятник танкістам ВВВ                                          |                  | На перехресті проспектів Соборності та Відродження              |      | Демонтовано на початку XXI ст. |  |
| Пам'ятник артилеристам ВВВ                                       |                  | На перехресті вулиць Набережної та Шевченка                     |      | Демонтовано на початку XXI ст. |  |
| Бойка Степана, бюст                                              |                  | на вулиці Лесі Українки                                         |      | Пам’ятник учаснику комуністичного революційного руху на Західній Україні. Демонтовано в квітні 2016. |  |